# RedTube
RedTube je webová stránka pro sdílení pornografických videí, která se v září 2009 umístila v žebříčku Alexa mezi 100 nejlepšími stránkami na světě. Je jednou z několika pornografických stránek vlastněných společností MindGeek. V červnu 2010 vypadl z první stovky, ale v polovině roku 2012 se na ni vrátil. V polovině září 2020 se umístil na 520. místě v žebříčku. Jeho popularita je připisována nesexuálnímu názvu, který je odkazem na nepornografickou webovou stránku YouTube. Webová stránka sídlí v Houstonu v Texasu a má servery v San Franciscu, New Orleans a Montrealu.

## Historie
Časopis Wired uvedl, že Redtube.com byl v prosinci 2007 jednou z pěti nejrychleji rozvíjejících se webových stránek.
V říjnu 2008 se do databáze webu dostali turečtí hackeři a dočasně ji odstavili.
V roce 2009 byl jednou z dvanácti pornografických stránek, které zablokoval srílanský soud, protože přístup na stránky, na nichž byly umístěny snímky srílanských žen a dětí, „kazil společnost“.
V září 2013 bylo jedno z videí zablokováno v Rusku kvůli federálnímu zákonu o ochraně dětí před informacemi škodlivými pro jejich zdraví a vývoj.
V roce 2018 indická vláda zakázala RedTube, stejně jako jiné pornografické webové stránky, protože to požadoval soud Uttarakhand High Court v případu znásilnění, kde pachatelé uvedli, že je k tomu motivovalo sledování online pornografie.

### Diváci
V roce 2009 tvořily tři největší pornografické stránky RedTube, YouPorn a Pornhub dohromady pouze 100 milionů unikátních návštěvníků. Všechny tři stránky v tu dobu získala společnost MindGeek.

### Případ zastavení řízení v Německu
V prosinci 2013 rozeslala německá advokátní kancelář „Urmann und Collegen (U+C)“ až 30 tisíc dopisů o zastavení činnosti („Abmahnungen“ v němčině) s právním varováním německým uživatelům internetu, kteří údajně sledovali streamy z RedTube obsahující určitá videa chráněná autorskými právy, a požadovala po nich, aby advokátní kanceláři zaplatili pokutu ve výši 250 euro, z nichž 15,50 eur by bylo rozděleno jako kompenzace společnosti, která si nárokuje vlastnictví autorských práv k videím, švýcarské „The Archive AG“. Do 13. prosince obdrželo tyto dopisy již více než 20 tisíc lidí. Není však jasné, jak přesně se právní kanceláři podařilo shromáždit IP adresy uživatelů.
V dokumentech předložených soudu za účelem získání osobních údajů dotčených osob žalobce tvrdí, že pověřil společnost ITGuards, Inc (údajně ze San Jose v Kalifornii), která používala proprietární software s názvem „GLADII 1.1.3“, jenž jí umožňoval nejen shromažďovat IP adresy uživatelů přistupujících na určité URL adresy na redtube.com, ale také určit přesný čas, kdy uživatel začal přehrávat nebo pozastavil videa vložená na každé z těchto stránek.
Podle BBC poskytl IP adresy advokátní kanceláři soud v Kolíně nad Rýnem, který po obdržení stížností začal zpětně přezkoumávat své rozhodnutí. Zatímco rozesílání dopisů o zastavení činnosti uživatelům internetu za porušování autorských práv v souvislosti se sdílením souborů bylo v Německu běžnou praxí již dříve, toto je poprvé, kdy jsou přijímána právní opatření proti lidem za pouhé sledování streamovaného obsahu z webových stránek.

## Převzetí
Společnost Manwin podala 31. července 2013 oznámení o fúzi s cílem získat RedTube.com od společnosti Bright Imperial Ltd.